# Aron Schuster

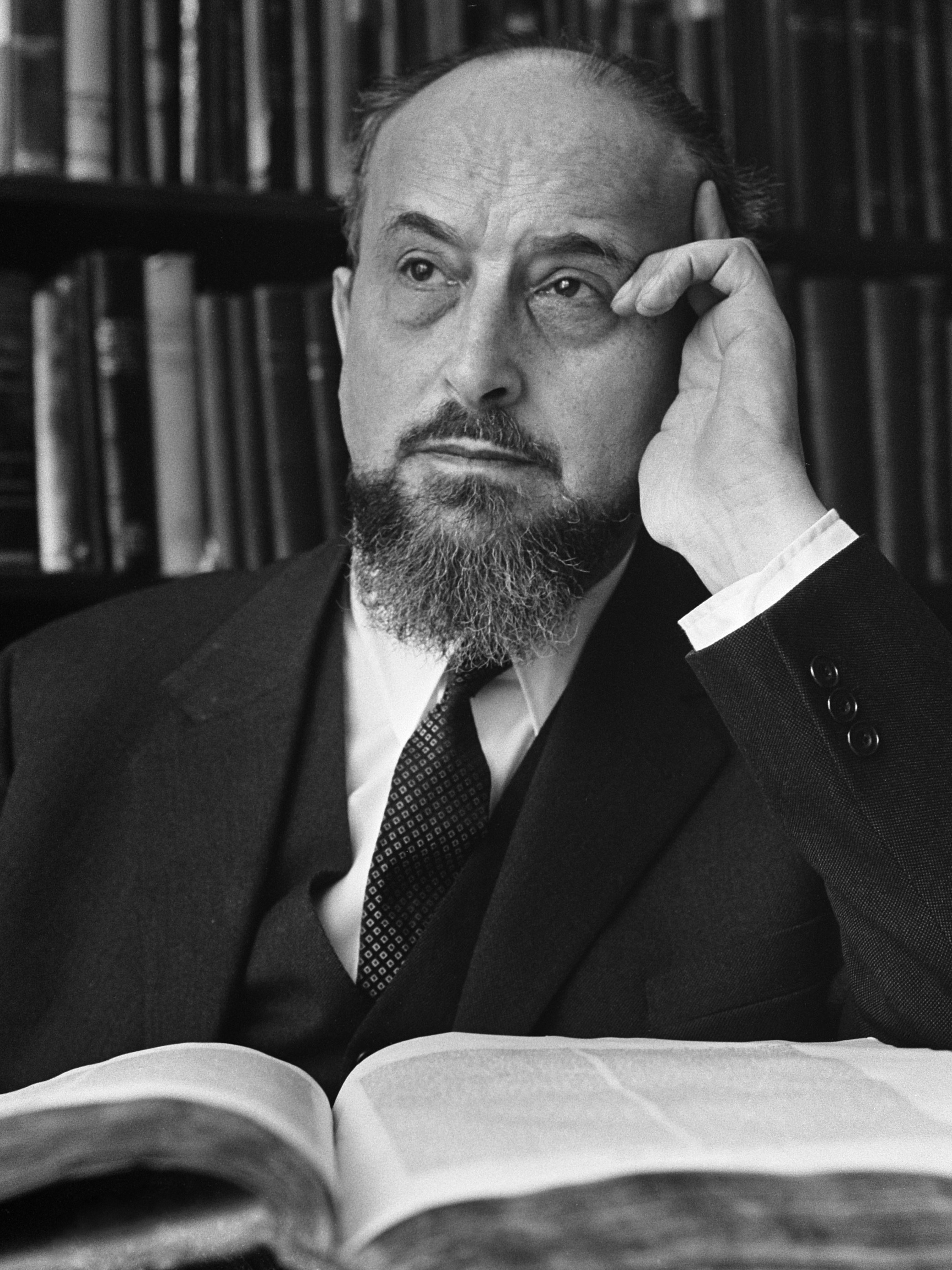
Aron Schuster (1967)

Aron Schuster (Amsterdam, 8 augustus 1907 – Jeruzalem, 7 september 1994) was een Nederlandse opperrabbijn.

## Leven en werk
Schuster werd geboren in Amsterdam als zoon van de uit Rusland afkomstige Izaak Hirsch Schuster en Rosa Paktor. Hij werd in 1933 genaturaliseerd.
Schuster werkte aanvankelijk als leraar aan de joodse hbs. Hij werd in 1942 rabbijn in Amsterdam. Schuster werd tijdens de oorlog naar concentratiekamp Bergen-Belsen gestuurd en was de enige Nederlandse rabbijn die de kampen overleefde. Vlak voor de bevrijding van Bergen-Belsen, werd hij op een trein gezet, het verloren transport. Hij zette zich na de oorlog in voor de wederopbouw van de joodse gemeenschap. Hij was van 1948 tot 1973 rector aan het Nederlands Israëlietisch Seminarium. In 1950 werd Schuster opperrabbijn in Noord-Brabant en Limburg en in 1955 volgde hij Justus Tal op als opperrabbijn van het synagogaal resort Amsterdam. In 1960 werd hij voorzitter van het opperrabbinaat van Nederland. Hij werd benoemd tot ridder in de Orde van de Nederlandse Leeuw (1968), een jaar later werd de Schuster Stoel aan de Bar-Ilanuniversiteit ingesteld en werd hij bijzonder hoogleraar in de joodse geschiedenis van Europa.
Schuster had zijn standplaats vanaf 1942 in de Obrechtsjoel in Amsterdam, bij zijn afscheid in 1972 werd deze hernoemd naar Raw Aron Schuster Synagoge. Hij vestigde zich na zijn pensioen in Israël.
- International Standard Name Identifier: 0000 0003 9041 0523
- Library of Congress Control Number: no2016120261
- Nationale Bibliotheek van Israël: 987007308846705171
- Nederlandse Thesaurus van Auteursnamen: 331202255
- Virtual International Authority File: 284003815
- WorldCat: E39PBJkp67tgH6J3y6Cp9jxYyd